# Braulio Uraezaña
Braulio Uraezaña Cuñaendi (Urubichá, 26 de marzo de 1995) es un futbolista boliviano. Juega como guardameta en Blooming de la Primera División de Bolivia.

## Trayectoria
Comenzó su formación en la Academia Tahuichi Aguilera y en equipos brasileños como Vitoria, la Escuela Noroeste y finalmente por Mirasol, para en 2013 regresar a Bolivia.
Ese año fue fichado por San José, pero no pudo debutar en el equipo.
A finales de aquel año Blooming se hace con los servicios del jugador, debutó en el primer equipo de dicha institución el 12 de abril de 2014, en el triunfo 2 - 0 ante Real Potosí.
Permaneció en Blooming durante una temporada más.
A inicios de 2016 decidió fichar por Real Potosí, club en el que no pudo sumar minutos y retorno a Blooming.
El 2018 se hizo oficial su incorporación a Guabirá.
Retorno a Blooming el año siguiente. Durante la temporada 2021 Uraezaña mantuvo la titularidad en el equipo.

## Selección nacional

### Categorías inferiores
Fue convocado a la Selección sub-20 para disputar el Sudamericano Sub-20 de 2015 que se desarrolló en Uruguay.

### Categorías menores
| Torneo                      | Sede    | Resultado    |
| --------------------------- | ------- | ------------ |
| Sudamericano Sub-20 de 2015 | Uruguay | Primera fase |

### Selección absoluta
Fue convocado por primera vez por el director técnico Xavier Azkargorta en 2014 para un partido amistoso ante Chile.
Su segunda convocatoria llegaría en 2021 para disputar un amistoso ante Panamá.
En 2023 fue convocado por el entrenador Gustavo Costas para jugar las eliminatorias al Mundial de 2026, siendo suplente en cuatro encuentros de su compañero Guillermo Viscarra.

## Clubes
| Club        | País    | Año           |
| ----------- | ------- | ------------- |
| San José    | Bolivia | 2013          |
| Blooming    | Bolivia | 2014 -2015    |
| Real Potosí | Bolivia | 2016          |
| Blooming    | Bolivia | 2017          |
| Guabirá     | Bolivia | 2018          |
| Blooming    | Bolivia | 2019-presente |